# Сабит (имя)
Са́бит (араб. ثابت‎) — мужское имя арабского происхождения, в переводе с арабского означает «надежный», «прочный», «непоколебимый», «уверенный».
Распространено у многих народов исповедующих ислам.

## Известные носители
- Сабит Негматуллаев — советский и таджикский ученый, академик.
- Сабит ибн Зута — отец Абу Ханифы, основателя и эпонима ханафитского мазхаба
- Сабит Дамулла Абдулбаки — премьер-министр Тюркской Исламской Республики Восточный Туркестан
- Сабит Ибн Курра (836—901) — астроном, математик, механик и врач IX века
- Сабит ал-Бунани (ум. 745) — мусульманский аскет, прославившийся мудрыми речениями и любовью к поклонению.
- Сабит Муканов (13 [26] апреля 1900 — 18 апреля 1973, каз. Сәбит Мұқанов) — казахский и советский классик казахской литературы.
- Сабит Рахман — азербайджанский писатель.

## Фамилии
- Сабитов